# پیان دی سکو
پیان دی سکو (به ایتالیایی: Pian di Scò) یک کومونه در ایتالیا است که در استان آرتزو واقع شده‌است. پیان دی سکو ۱۸٫۴ کیلومتر مربع مساحت و ۵٬۷۳۹ نفر جمعیت دارد و ۳۴۹ متر بالاتر از سطح دریا واقع شده‌است.

## خواهرخوانده
شهر L'Horme خواهرخواندهٔ پیان دی سکو هست.